# Bulbul à calotte grise
Alophoixus phaeocephalus
Espèce
Répartition géographique
Statut de conservation UICN

LC : Préoccupation mineure
Le Bulbul à calotte grise (Alophoixus phaeocephalus) est une espèce de passereaux de la famille des Pycnonotidae.

## Répartition et sous-espèces
Selon la classification de référence du Congrès ornithologique international (15.1, 2025) :
- A. p. phaeocephalus (Hartlaub, 1844) — péninsule Malaise et Sumatra ;
- A. p. connectens Chasen & Kloss, 1929 — Bornéo (nord-est)
- A. p. diardi (Finsch, 1867) — Bornéo (ouest)
- A. p. sulphuratus (Bonaparte, 1850) — Bornéo.

## Classification
Le nom valide complet (avec auteur) de ce taxon est Alophoixus phaeocephalus (Hartlaub, 1844).
Ce taxon porte en français le nom vernaculaire ou normalisé suivant : Bulbul à calotte grise.